# Georges Cukierman
Pour les articles homonymes, voir Cukierman.
Georges Cukierman, né le 11 juin 1926 à Paris et mort le 17 avril 2020,, à Fontenay-sous-Bois, est un résistant et militant communiste français.

## Biographie
Georges Cukierman entre dans la Résistance en rejoignant la Jeunesse communiste en 1942. 
Après guerre, il est le secrétaire de Frédéric Joliot-Curie, puis il est un proche collaborateur de Jacques Duclos à Montreuil puis de Fernande Valignat.
Il a été président du Comité pour la mémoire des enfants déportés parce que nés Juifs (CMEDJ) créé en 2001 par son épouse Raymonde-Rebecca Cukierman. Militant de la mémoire de la Shoah, il a fait de nombreuses interventions auprès de jeunes dans les écoles.
Il est le père de Maurice Cukierman, communiste anti-révisionniste et secrétaire général du Parti communiste révolutionnaire de France (PCRF) de 2016 à sa mort. Il est le grand-père de la sénatrice communiste de la Loire Cécile Cukierman.